# Out of the Dark (Into the Light)
Out of the Dark (Into the Light) (с англ. — «Из тьмы (во свет)») — восьмой альбом австрийского певца и музыканта Фалько, вышедший в феврале-марте 1998 года, меньше чем через месяц после гибели певца.

## История создания
После выхода альбома Nachtflug в 1992 году, ставший вполне успешным после череды коммерческих и творческих неудач Фалько, певец намеревался выпустить не менее успешный альбом. Довольно часто некоторые новые треки отклонялись лейблом EMI. Сам Фалько так же неоднократно сомневался в успехе будущего альбома, и каждый раз его пересводил, а срок его выпуска отодвигал.
В 1996 году под псевдонимом T»MB певец впервые за долгое время выпускает техно-синглы «Mutter, der Mann mit dem Koks ist da» и «Naked», ненадолго напомнившие о Фалько.
19 февраля 1997 года в Доминикане Фалько отметил в кругу друзей свой юбилей (40 лет). Там же состоялось его мини-выступление, где певец впервые исполнил живьём песни «Egoist» и «Out of the Dark». Последнюю песню он также будет исполнять на своих последующих немногочисленных выступлениях.
Будущий альбом под названием Egoisten был полностью осмыслен и готов к февралю 1998 года, и Фалько собирался его выпустить после своего дня рождения. Однако, 6 февраля в Доминиканской республике певец погибает в автокатастрофе. Спустя три недели после его гибели альбом будет выпущен, но уже под общеизвестным названием. Альбом окажется коммерчески успешен в немецкоязычных странах.
Многие оставшиеся треки, которые были записаны во время работы над этим альбомом, было решено включить в следующий посмертный альбом Фалько, Verdammt wir leben noch. Большая часть треков была записана в сотрудничестве с Томасом Рабичем, другом и соратником Фалько, который и стал продюсером альбома.

## Оценки и отзывы
Как замечает музыкальный критик Грег Прато в своей рецензии на сайте AllMusic, Фалько был среди тех записывавших в 80-е годы синтезаторные хиты артистов, кто в 1990-е значительно ужесточили звучание (как Адам Энт и Гэри Ньюман). Как он пишет, «те, кто ждёт хиты в том же стиле, что „Rock Me Amadeus“, могут быть разочарованы, поскольку треки вроде „No Time for Revolution“ и „Hit Me“ более жёсткие, чем то, что вы могли бы ожидать от Фалько». При этом Прато замечает на диске и несколько возвращений к раннему стилю, среди которых «Egoist» и «Shake», а также новую версию старого хита «Der Kommissar», озаглавленную «Der Kommissar 2000».

## Список композиций
1. «No time for Revolution» — 3:52
2. «Out of the Dark» — 3:37
3. «Shake» — 3:42
4. «Der Kommissar 2000» — 3:48
5. «Mutter, der Mann mit dem Koks ist da» — 3:39
6. «Hit me» — 3:47
7. «Cyberlove» — 3:34
8. «Egoist» — 3:27
9. «Naked» (Full Frontal Version) / Geld (Hidden Track) — 11:29